# كيكوكو كواكامي
كيكوكو كواكامي (باليابانية: 川上喜久子) (9 فبراير 1904، شيزوكا في اليابان - 26 أكتوبر 1985، كاماكورا في اليابان)؛ كاتِبة، شاعرة وروائية يابانية.